# Józef Byszewski (major)
Józef Byszewski, ps. „Jastrzębiec” (ur. 1 kwietnia 1892 w Hołudzy) – major kawalerii Wojska Polskiego, działacz niepodległościowy, kawaler Orderu Virtuti Militari.

## Życiorys
Urodził się 1 kwietnia 1892 w Hołudzy, w ówczesnym powiecie stopnickim guberni kieleckiej, w rodzinie Romana i Emilii z Popielów.
W czasie I wojny światowej walczył w Legionach Polskich. Był przydzielony do III plutonu 3. szwadronu II Dywizjonu Kawalerii. 25 czerwca 1915 został mianowany chorążym, a 15 grudnia tego roku podporucznikiem w kawalerii.
15 listopada 1918 został przyjęty do Wojska Polskiego, a 6 lutego 1919 przydzielony do Zapasu Koni Nr 1 w Warszawie. 27 sierpnia 1920 został zatwierdzony z dniem 1 kwietnia 1920 w stopniu rotmistrza, w kawalerii, w grupie oficerów byłych Legionów Polskich. Pełnił wówczas służbę w Dowództwie 6 Dywizji Piechoty.
31 marca 1924 został mianowany majorem ze starszeństwem z 1 lipca 1923 i 4. lokatą w korpusie oficerów kawalerii. W tym samym roku został przeniesiony do 9 Pułku Ułanów Małopolskich w Czortkowie na stanowisko kwatermistrza. Później został przeniesiony do 24 Pułku Ułanów w Kraśniku na takie samo stanowisko. W lipcu 1929 został przeniesiony macierzyście do kadry oficerów kawalerii z równoczesnym przeniesieniem służbowym na stanowisko rejonowego inspektora koni w Ciechanowie. We wrześniu 1930 został zwolniony z zajmowanego stanowiska i oddany do dyspozycji dowódcy Okręgu Korpusu Nr I. Z dniem 31 stycznia 1931 został przeniesiony w stan spoczynku. W 1934, jako oficer stanu spoczynku, pozostawał w ewidencji Powiatowej Komendy Uzupełnień Warszawa Miasto III. Posiadał przydział do Oficerskiej Kadry Okręgowej Nr I. Był wówczas „w dyspozycji dowódcy Okręgu Korpusu Nr I”.

## Ordery i odznaczenia
- Krzyż Srebrny Orderu Wojskowego Virtuti Militari nr 5456[1]
- Krzyż Niepodległości – 20 grudnia 1932 „za pracę w dziele odzyskania niepodległości”[13]
- Krzyż Walecznych dwukrotnie[14]